# Línea B (EMT Madrid)
La línea B de la empresa municipal de autobuses de Madrid fue una línea universitaria que unía la Estación de Aravaca con el Campus de Somosaguas de la Universidad Complutense de Madrid. Dejó de prestar servicio el 1 de octubre de 2007, coincidiendo con la apertura de la línea 2 de Metro Ligero, que cubre el mismo trayecto.

## Características
Al igual que las líneas A, H e I, esta era una línea que salía del término municipal de Madrid para dar servicio a este campus, que se encuentra en Pozuelo de Alarcón. Su recorrido era corto y tenía pocas paradas, lo que a su vez llevaba a una baja demanda, de menos de 250 viajeros diarios en el momento de su supresión.